# フレーフレーわたし
「フレーフレーわたし」は、日本のシンガーソングライター・足立佳奈の楽曲で通算2枚目のシングルの表題曲。2017年11月22日にSME Recordsよりリリースされた。

## 概要
Blu-ray Disc付の初回生産限定盤、CDのみの通常盤の2仕様が用意された。
表題曲である「フレーフレーわたし」は、NTV系『ウチのガヤがすみません!』エンディング・テーマに採用された。前作の「笑顔の作り方〜キムチ〜」と同様、自身がTwitterに投稿した15秒動画を原型とした楽曲となっており、足立自身の期末試験勉強中に自分自身を励ますために公開していた楽曲。以前LINE LIVEにて行った「足立佳奈15秒動画人気ランキング」では1位に輝いた人気曲でファンの支持も高い。その15秒の原曲を、デビュー前にYouTubeで展開した“応援歌カバー企画”でコラボした人気クリエーター“コバソロ”と再度タッグを組み、珠玉の応援歌としてフルバージョンを完成させた。
初回限定盤のBlu-ray Discには、足立のほか、コナミスポーツ体操競技部のメンバー全員が出演した「フレーフレーわたし」のミュージック・ビデオが収録されている。山室光史、田中佑典、加藤凌平といったメダリストを筆頭に、アスリートたちが激しいトレーニングに励む様子が収められている。

## 収録内容
| #         | タイトル                                                                     | 作詞               | 作曲               | 編曲      | 時間  |
| --------- | ---------------------------------------------------------------------------- | ------------------ | ------------------ | --------- | ----- |
| 1.        | 「フレーフレーわたし」(NTV系「ウチのガヤがすみません!」エンディング・テーマ) | 足立佳奈、コバソロ | 足立佳奈、コバソロ | コバソロ  | 04:18 |
| 2.        | 「君とクリスマス」                                                           | 足立佳奈、新井弘毅 | 足土貴英、石田祐貴 | 新井弘毅  | 04:40 |
| 3.        | 「いいね!」                                                                  | 足立佳奈、津波幸平 | 津波幸平           | 津波幸平  | 04:23 |
| 合計時間: | 合計時間:                                                                    | 合計時間:          | 合計時間:          | 合計時間: | 13:21 |

| #  | タイトル                                 | 作詞 | 作曲・編曲 |
| -- | ---------------------------------------- | ---- | ---------- |
| 1. | 「フレーフレーわたし（ビデオクリップ）」 |      |            |
| 2. | 「スペシャル映像」                       |      |            |